# OpenRISC 1200
OpenRISC 1200 (OR1200) је примена архитектуре OpenRISC 1000 RISC отвореног кода  Архивирано на веб-сајту  (15. јануар 2017).
ЦПУ (енгл. CPU) језгро које је могуће синтетизовати, дуги низ година је одржаван од стране програмера на OpenCores.org-у, мада је од 2015. године ту активност сада преузела Фондација слободног и отвореног кода Силикон (енгл. Free and Open Source Silicon Foundation ) на веб локацији librecores.org . Верилог РТЛ опис објављен је под ГНУ-овом мањаом општом јавном лиценцом (енгл. GNU Lesser General Public License (LGPL)).

## Архитектура
ИП језгро (енгл. IP core) OR1200-а је имплементирано у Верилог HDL-у . Као језгро отвореног кода, његов дизајн је у потпуности јаван и свако га може преузети и изменити. Званичну имплементацију одржавају програмери на OpenCores.org-у. Имплементација одређује јединицу за управљање напајањем, јединицу за отклањање грешака, тајмер, програмабилни контролер прекида (ПИЦ), централну процесну јединицу (CPU) и хардвер за управљање меморијом. Периферни системи и меморијски подсистем могу се додати коришћењем процесорске имплементације стандардизованог 32-битног интерфејса сабирнице Вишбоне (енгл. Wishbone). OR1200 је намењен да има перформансе упоредиве са АРМ10 процесорском архитектуром.

## CPU/DSP
OR1200 ЦПУ је имплементација 32-битне ORBIS32  архитектуре скупа инструкција (енгл. ISA) и (опционо) ORFP32X ISA који имплементира подршку за једнострану прецизност са покретним зарезом у складу са IEEE-754. Архитектура скупа инструкција има пет формата инструкција и подржава два начина адресирања: регистровати индиректно са померањем и релативни бројач програма. Имплементација има петостепени цевовод са једним издањем и способна је за извршавање у једном циклусу по већини упутстава. ЦПУ такође садржи МАЦ јединицу (енгл. MAC) како би се боље подржала апликација дигиталне обраде сигнала.

## Управљање меморијом
OR1200 дизајн користи харвардску меморијску архитектуру и зато има одвојене јединице за управљање меморијом ( енгл. MMUs) за меморије података и инструкција. Сваки од ових ММУ-ова састоји се од бафера асоцијативног за превођења (TLB) (енгл. translation lookaside buffer) са директним мапирањем на основу хеша са величином странице од 8KiB и подразумеваном величинаом од 64 уноса. TLB-ови су појединачно скалабилни од 16 до 256 уноса. Такође постоји једносмерна, директно мапирана кеш меморија, свака за меморију инструкција и за меморију података. Свака кеш меморија има подразумевану величину од 8KiB , али оба су појединачно скалабилна између 1 и 64KiB . ММУ укључује подршку за виртуелну меморију.

## Перформансе
Језгро постиже 1,34 CoreMark-ова по MHz на 50MHz на Xilinx FPGA технологији. 
У најгорем случају, фреквенција такта за OR1200 је 250MHz на 0,18μm 6LM процесу израде. Користећи  Dhrystone бенчмарк,  250MHz OR1200 процесор у најгорем случају изводи 250 Dheystone милиона инструкција у секунди (енгл. Dhrystone millions of instructions per second (DMIPS)). Процењена потрошња енергије 250MHz-ог процесора на 0,18μм процеса је мањи од 1W  при пуном гасу и мањи од 5mW на пола гаса.

## Апликације
Генерално, OR1200 је намењен за употребу у разним уграђеним апликацијама, укључујући телекомуникације, преносиве медије, кућну забаву и аутомобилске апликације. Ланац ГНУ алата (енгл. GNU toolchain) (укључујући ГЦЦ ) такође је успешно пренет на архитектуру, иако није без грешака.  Постоји порт Линукс кернела за OR1K који ради на OR1200. Недавни портови уграђених Ц  библиотека newlib и uClibc су такође доступни за платформу.

## Имплементације
OR1200 је успешно имплементиран користећи FPGA и ASIC  технологије.

## Историја
Први јавни запис о архитектури OpenRISC 1000 објављен је 2000. године. 